# Ceriana loewii
Ceriana loewii är en tvåvingeart som först beskrevs av Samuel Wendell Williston 1887.  Ceriana loewii ingår i släktet griffelblomflugor, och familjen blomflugor.
Artens utbredningsområde är Arizona. Inga underarter finns listade i Catalogue of Life.